# Metamaterial acústic

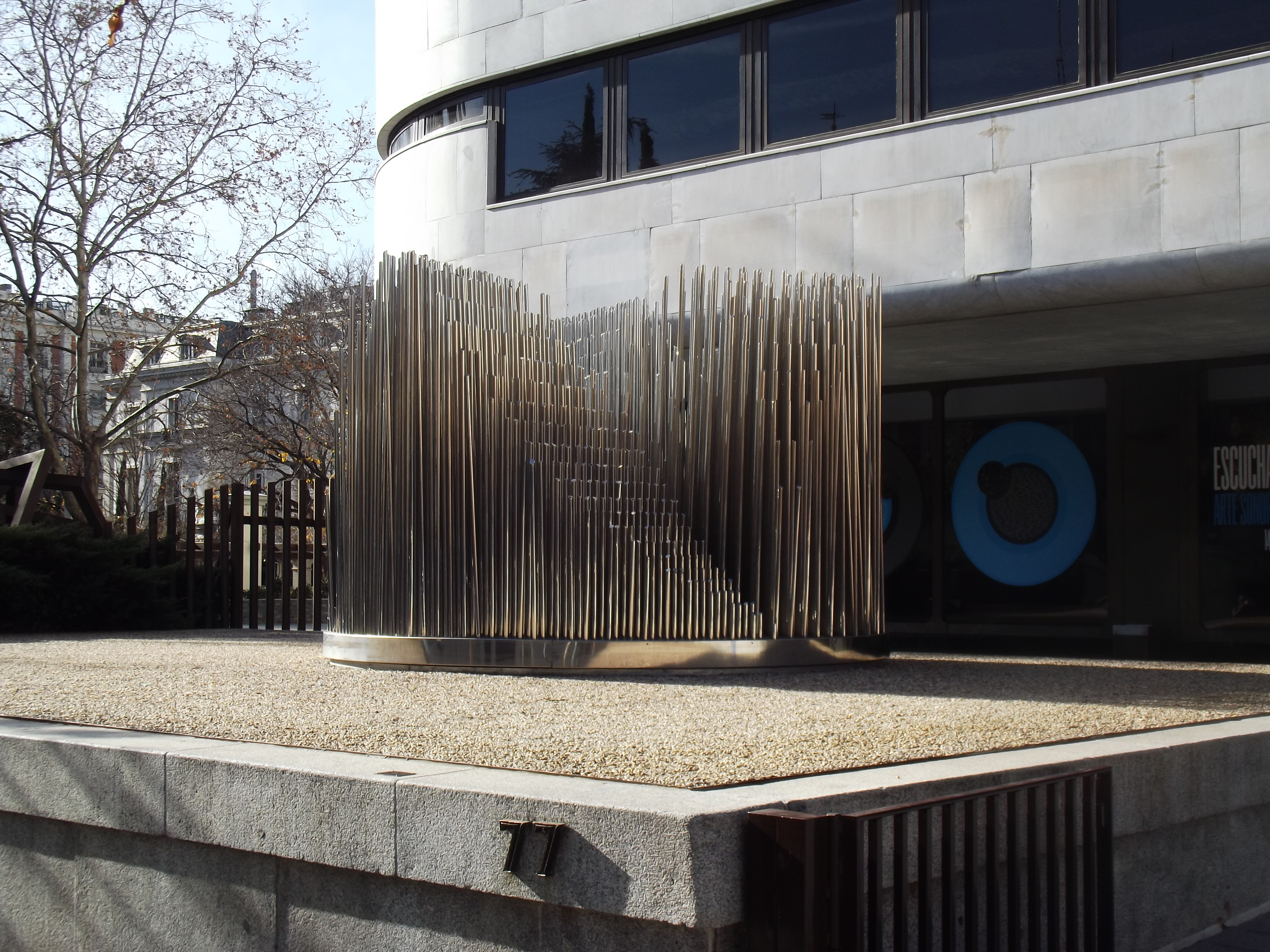
L'obra d'art "Órgano" de l'escultor Eusebio Sempere és un exemple a gran escala d'un cristall fonònic: consisteix en una matriu periòdica de cilindres a l'aire (el 'metamaterial' o 'estructura de cristall') i les seves dimensions i patró estan dissenyats de manera que sonen. les ones a una freqüència de 1670 Hz estan fortament atenuades. Es va convertir en la primera evidència de l'existència de buits de banda fonònica en estructures periòdiques.

Els metamaterials acústics s'utilitzen per modelar i investigar fenòmens acústics a gran escala com les ones sísmiques i els terratrèmols, però també fenòmens a escala extremadament petita com els àtoms. Això últim és possible a causa de l'enginyeria de band gap: els metamaterials acústics es poden dissenyar de manera que presenten bandes buides per als fonons, de manera similar a l'existència de bandes buides per als electrons en sòlids o orbitals d'electrons en àtoms. Això també ha fet que el cristall fonònic sigui un component cada cop més investigat en tecnologies quàntiques i experiments que sondegen la mecànica quàntica. Branques importants de la física i la tecnologia que depenen molt dels metamaterials acústics són la investigació de materials d'índex de refracció negatiu i l'optomecànica (quàntica).

## Història
Els metamaterials acústics s'han desenvolupat a partir de la investigació i les troballes en metamaterials. Un material nou va ser proposat originalment per Victor Veselago el 1967, però no es va realitzar fins uns 33 anys més tard. John Pendry va produir els elements bàsics dels metamaterials a finals de la dècada de 1990. Els seus materials es van combinar, amb materials d'índex negatiu realitzats per primera vegada l'any 2000, ampliant les possibles respostes òptiques i materials. La investigació en metamaterials acústics té el mateix objectiu de respostes materials més àmplies amb ones sonores.
La investigació que empra metamaterials acústics va començar l'any 2000 amb la fabricació i demostració de cristalls sonors en un líquid. A continuació, es va transposar el comportament del ressonador d'anell dividit per investigar en metamaterials acústics. Després d'això, es van produir amb aquest tipus de medi paràmetres dobles negatius (mòdul a granel negatiu β eff i densitat negativa ρeff ). A continuació, un grup d'investigadors va presentar el disseny i els resultats de les proves d'una lent de metamaterial ultrasònic per enfocar 60 kHz.
L'enginyeria acústica s'ocupa normalment del control del soroll, l'ecografia mèdica, el sonar, la reproducció del so i com mesurar algunes altres propietats físiques mitjançant el so. Amb els metamaterials acústics, la direcció del so a través del medi es pot controlar manipulant l'índex de refracció acústica. Per tant, s'amplien les capacitats de les tecnologies acústiques tradicionals, per exemple, podent eventualment ocultar determinats objectes a partir de la detecció acústica.
Les primeres aplicacions industrials reeixides de metamaterials acústics es van provar per a l'aïllament d'avions.

## Principis bàsics
Les propietats dels metamaterials acústics solen sorgir de l'estructura més que de la composició, amb tècniques com ara la fabricació controlada de petites deshomogeneïtats per dur a terme un comportament macroscòpic efectiu.

### Mòdul aparent i densitat de massa

Mòdul a granel - il·lustració de la compressió uniforme

El mòdul β és una mesura de la resistència d'una substància a la compressió uniforme. Es defineix com la proporció d'augment de pressió necessària per provocar una disminució relativa determinada del volum.
La densitat de massa (o simplement "densitat") d'un material es defineix com a massa per unitat de volum i s'expressa en grams per centímetre cúbic (g/cm3). En els tres estats clàssics de la matèria (gas, líquid o sòlid), la densitat varia amb un canvi de temperatura o pressió, sent els gasos els més susceptibles a aquests canvis. L'espectre de densitats és ampli: des de 1015 g/cm 3 per a les estrelles de neutrons, 1,00 g/cm3 per a l'aigua, fins a 1,2×10−3 g/cm 3 per a l'aire. Altres paràmetres rellevants són la densitat de l'àrea, que és la massa sobre una àrea (bidimensional), la densitat lineal - massa sobre una línia unidimensional i la densitat relativa, que és una densitat dividida per la densitat d'un material de referència, com l'aigua.
Per als materials acústics i metamaterials acústics, tant el mòdul a granel com la densitat són paràmetres de components, que defineixen el seu índex de refracció. L'índex de refracció acústica és semblant al concepte utilitzat en òptica, però es refereix a les ones de pressió o cisalla, en lloc d'ones electromagnètiques.

### Model teòric

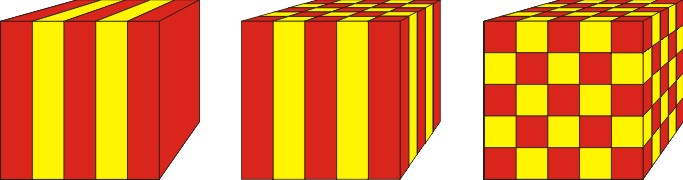
Comparació d'estructures de cristall fonònic 1D, 2D i 3D on el metamaterial presenta una variació periòdica de la velocitat del so en 1, 2 i 3 dimensions (d'esquerra a dreta, respectivament).

Els metamaterials acústics o cristalls fonònics es poden entendre com l'anàleg acústic dels cristalls fotònics: en lloc d'ones electromagnètiques (fotons) que es propaguen a través d'un material amb un índex de refracció òptic modificat periòdicament (que resulta en una velocitat de la llum modificada), el cristall fonònic comprèn ones de pressió. (fonons) que es propaguen a través d'un material amb un índex de refracció acústic modificat periòdicament, donant lloc a una velocitat modificada del so.
A més dels conceptes paral·lels d'índex de refracció i estructura cristal·lina, les ones electromagnètiques i les ones acústiques es descriuen matemàticament per l'equació d'ona.
La realització més senzilla d'un metamaterial acústic constituiria la propagació d'una ona de pressió a través d'una llosa amb un índex de refracció modificat periòdicament en una dimensió. En aquest cas, el comportament de l'ona a través de la llosa o 'pila' es pot predir i analitzar mitjançant matrius de transferència. Aquest mètode és omnipresent en l'òptica, on s'utilitza per a la descripció de les ones de llum que es propaguen a través d'un reflector Bragg distribuït.

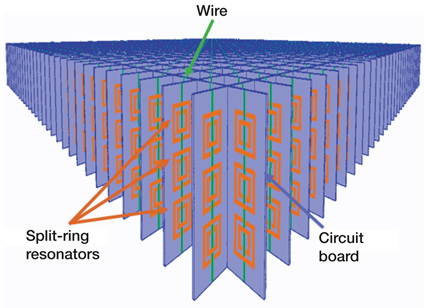
Ressonadors d'anell dividit de coure i cables muntats sobre fulles entrellaçades de placa de circuit de fibra de vidre. Un ressonador d'anell dividit consisteix en un quadrat interior amb una divisió en un costat incrustat en un quadrat exterior amb una divisió a l'altre costat. Els ressonadors d'anell dividit es troben a les superfícies frontal i dreta de la graella quadrada i els cables verticals individuals es troben a les superfícies posterior i esquerra.

## Recerca i aplicacions
Les aplicacions de la investigació de metamaterials acústics inclouen la reflexió de les ones sísmiques i les tecnologies de control de vibracions relacionades amb els terratrèmols, així com la detecció de precisió. Els cristalls fonònics es poden dissenyar per mostrar bandes buides per als fonons, de manera similar a l'existència de bandes buides per als electrons en sòlids i a l'existència d'orbitals d'electrons en àtoms. Tanmateix, a diferència dels àtoms i dels materials naturals, les propietats dels metamaterials es poden afinar (per exemple, mitjançant la microfabricació). Per aquest motiu, constitueixen un potencial banc de proves per a la física fonamental i les tecnologies quàntiques. També tenen una varietat d'aplicacions d'enginyeria, per exemple s'utilitzen àmpliament com a component mecànic en sistemes optomecànics.